# Greenbrier (Tennessee)
Greenbrier és una població dels Estats Units a l'estat de Tennessee. Segons el cens del 2000 tenia 4.940 habitants.

## Demografia
Segons el cens del 2000, Greenbrier tenia 4.940 habitants, 1.837 habitatges, i 1.418 famílies. La densitat de població era de 289 habitants/km².
Dels 1.837 habitatges en un 41,5% hi vivien nens de menys de 18 anys, en un 60,7% hi vivien parelles casades, en un 13% dones solteres, i en un 22,8% no eren unitats familiars. En el 18,9% dels habitatges hi vivien persones soles el 6,8% de les quals corresponia a persones de 65 anys o més que vivien soles. El nombre mitjà de persones vivint en cada habitatge era de 2,69 i el nombre mitjà de persones que vivien en cada família era de 3,06.
Per edats la població es repartia de la següent manera: un 28,6% tenia menys de 18 anys, un 9,6% entre 18 i 24, un 33,8% entre 25 i 44, un 18,7% de 45 a 60 i un 9,3% 65 anys o més.
L'edat mediana era de 32 anys. Per cada 100 dones de 18 o més anys hi havia 89 homes.
La renda mediana per habitatge era de 42.358 $ i la renda mediana per família de 48.262 $. Els homes tenien una renda mediana de 34.353 $ mentre que les dones 23.523 $. La renda per capita de la població era de 17.902 $. Entorn del 2,8% de les famílies i el 5,3% de la població estaven per davall del llindar de pobresa.

## Poblacions més properes
El següent diagrama mostra les poblacions més properes.